# Classe Tribal (cacciatorpediniere 1905)
La classe Tribal o F fu una classe di cacciatorpediniere costruiti per la Royal Navy. Dodici navi furono costruite tra il 1905 e il 1908 e tutte furono in servizio durante la prima guerra mondiale, dove videro l'azione nel Mare del Nord e nella Manica come parte della 6th Flotilla e della Dover Patrol.

## Progetto
I precedenti cacciatorpediniere classe River o E del 1903 facevano 25,5 nodi con i 5200 kW generati da motori a vapore a triplice espansione e da caldaie a carbone, anche se la HMS Eden ricevette turbine a vapore. Nel novembre 1904 il Primo Lord del Mare "Jackie" Fisher propose di richiedere che la successiva classe di cacciatorpediniere raggiungesse almeno i 33 nodi e utilizzasse caldaie a olio combustibile e turbine a vapore per raggiungere queste elevate velocità. Questo portò a navi più grandi per poter ospitare le macchine capaci di produrre la raddoppiata potenza richiesta, ma anche a un progetto ai limiti delle capacità tecnologiche dell'epoca. Come risultato le Tribal furono severamente compromesse e furono parzialmente un passo indietro rispetto all'eccellente classe River; risultarono di costruzione leggera e si dimostrarono fragili durante il servizio. Più allarmante fu che potessero trasportare solo 90 t di combustibile e, con l'alto consumo risultante dall'elevata potenza generata di 9300 kW, furono davvero poco economiche da operare e ebbero un raggio d'autonomia molto ridotto. La Afridi e la Amazon una volta utilizzarono 9,5 t di olio combustibile solo per produrre il vapore necessario a una navigazione di 3 miglia di ritorno verso un deposito di combustibile.
I dettagli del progetto furono lasciati ai singoli costruttori, pratica comune per la Royal Navy al tempo per i cacciatorpediniere. Come risultato non ci furono due unità uguali e ci fu una discreta eterogeneità di dettagli e apparenza. Ad esempio, il numero di fumaioli variava dai tre della Cossack e della Ghurka ai sei della Viking. Quest'ultima, con due fumaioli singoli e quattro appaiati, fu l'unico cacciatorpediniere a sei fumaioli mai costruito. Con un leggero albero poppiero, furono i primi cacciatorpediniere britannici ad avere due alberi.
Le prime cinque navi furono progettate con l'armamento di tre cannoni a tiro rapido da 76 mm, un miglioramento rispetto al singolo cannone da 12 lb e dai sei da 6 lb della classe River, mentre il numero di tubi lanciasiluri rimase di due tubi da 457 mm. Dalla sesta nave (Saracen) in poi l'armamento fu ulteriormente aumentato, con l'impiego di un paio di cannoni da 102 mm, uno a prua e uno sul cassero. Dall'ottobre 1908 le prime cinque navi furono modificate, ricevendo un ulteriore paio di cannoni da 76 mm.
Il cambio verso le grandi unità della classe Tribal creò la necessità di una classe complementare di cacciatorpediniere costieri, portando alla creazione della classe Cricket, della quale furono costruite 36 unità tra il 1905 e il 1908. Il risultato dell'esperimento non fu favorevole per la seguente classe di cacciatorpediniere, la classe G o Beagle, per la quale l'Ammiragliato tornò ad un singolo progetto uniforme per il programma navale 1908-9.

## Unità
In origine si pensò di costruire sette navi secondo le specifiche dell'Ammiragliato, ma solo cinque furono ordinate e costruite secondo il programma 1905-06, tutte secondo i progetti dei singoli costruttori.
| Nome    | Costruttore                                      | Impostazione     | Varo             | Entrata in servizio | Destino finale                                                           |
| ------- | ------------------------------------------------ | ---------------- | ---------------- | ------------------- | ------------------------------------------------------------------------ |
| Afridi  | Armstrong Whitworth, Newcastle upon Tyne         | 9 agosto 1906    | 8 maggio 1907    | 7 settembre 1909    | Venduta il 9 dicembre 1919 per essere demolita                           |
| Cossack | Cammell Laird, Birkenhead                        | 13 novembre 1905 | 16 febbraio 1907 | 12 marzo 1908       | Venduta il 12 dicembre 1919 per essere demolita                          |
| Ghurka  | Hawthorn Leslie and Company, Newcastle upon Tyne | 6 febbraio 1906  | 29 aprile 1907   | 17 dicembre 1908    | Colpì una mina e affondò davanti alla boa di Dungeness l'8 febbraio 1917 |
| Mohawk  | J. Samuel White, Cowes                           | 1º maggio 1906   | 15 marzo 1907    | Giugno 1908         | Venduta il 27 maggio 1919 per essere demolita                            |
| Tartar  | J I Thornycroft, Woolston                        | 13 novembre 1905 | 25 giugno 1907   | 9 aprile 1908       | Venduta il 9 maggio 1921 per essere demolita                             |

Cinque altre unità furono proposte, ma solo due furono ordinate e costruite nel programma 1906-07.
| Nome    | Costruttore               | Impostazione   | Varo           | Entrata in servizio | Destino finale                                 |
| ------- | ------------------------- | -------------- | -------------- | ------------------- | ---------------------------------------------- |
| Amazon  | J I Thornycroft, Woolston | 24 giugno 1907 | 29 luglio 1908 | Aprile 1909         | Venduta il 22 ottobre 1919 per essere demolita |
| Saracen | J Samuel White, Cowes     | 12 luglio 1907 | 31 marzo 1908  | 25 giugno 1909      | Venduta il 22 ottobre 1919 per essere demolita |

Le cinque ultime unità furono ordinate e costruite nel programma 1907-08.
| Nome     | Costruttore                                      | Impostazione   | Varo              | Entrata in servizio | Destino finale                                                                                     |
| -------- | ------------------------------------------------ | -------------- | ----------------- | ------------------- | -------------------------------------------------------------------------------------------------- |
| Crusader | J Samuel White, Cowes                            | 22 giugno 1908 | 20 marzo 1909     | 21 ottobre 1909     | Venduta il 30 giugno 1920 per essere demolita                                                      |
| Maori    | William Denny & Brothers, Dumbarton              | 6 agosto 1909  | 24 maggio 1909    | 11 novembre 1909    | Colpì una mina e affondò vicino alla nave-faro di Wirlingen, davanti a Zeebrugge, il 7 maggio 1915 |
| Nubian   | J I Thornycroft, Woolston                        | 18 maggio 1908 | 21 aprile 1909    | 24 agosto 1909      | Fu silurata da cacciatorpediniere tedeschi al largo di Folkestone il 27 ottobre 1916               |
| Viking   | Palmers, Jarrow                                  | 11 giugno 1908 | 14 settembre 1909 | 29 giugno 1910      | Venduta il 12 dicembre 1919 per essere demolita                                                    |
| Zulu     | Hawthorn Leslie and Company, Newcastle upon Tyne | 18 agosto 1908 | 16 settembre 1909 | 19 marzo 1910       | Colpì una mina ed affondò davanti a Dover il 27 ottobre 1916                                       |

In seguito ai danni subiti dal Nubian e dallo Zulu nell'ottobre 1916, fu proposto l'8 novembre 1916 di unire le due parti non danneggiate delle navi. La riparazione fu effettuata presso l'Arsenale di Chatham il 7 giugno 1917 unendo la sezione prodiera dello Zulu con la sezione poppiera del Nubian. Il cacciatorpediniere che ne risultò rientrò in servizio il 7 giugno 1917 col nome Zubian, che fu poi venduto per essere demolito nel 1919.